# Luna 5
Luna 5 in russo Луна-5? fu l'ottavo tentativo da parte dell'URSS di eseguire un atterraggio morbido sulla Luna. Il razzo frenante non funzionò e la sonda impattò sulla superficie lunare nel Mare Nubium.

## La missione
Luna 5 fu lanciata il 9 maggio 1965 alle 07:55:00 UTC. 

Dopo una correzione di rotta effettuata il 10 maggio, la sonda iniziò a roteare lungo il suo asse principale a causa di un problema con un giroscopio del sistema di guida. Un successivo tentativo di riaccendere il motore principale fallì a causa di un errore da parte del centro di controllo e, perso il controllo della sonda, il 12 maggio si schiantò sulla Luna alle coordinate 31° sud e 8° ovest.